# Fusell Kalàixnikov
El fusell Kalàixnikov és qualsevol d'una sèrie de fusells d'assalt basats en el disseny original de Mikhaïl Kaláshnikov. Se'ls coneix oficialment en rus com "Avtomat Kaláshnikova" ("fusell automàtic de Kaláshnikov"; rus: автома́т Кала́шникова ), però són àmpliament coneguts com Kalàixnikov, AK, o com "Kalash" a l'argot russa. Van ser fabricats originalment a la Unió Soviètica, principalment per Kalashnikov Concern, anteriorment Izhmash, però aquests fusells i les seves variants ara es fabriquen en molts altres països.

## Tipus
Els principals tipus de fusells Kaláshnikov.
| Model          | Cartutx        | Any  | Fabricant                                    |
| -------------- | -------------- | ---- | -------------------------------------------- |
| AK-47          | 7,62 x 39 M43  | 1949 | Izhmash i altres                             |
| AKM            | 7,62 x 39 M43  | 1959 | Izhmash, Fàbrica d'armes de Tula i altres.   |
| AK-74          | 5,45 x 39 M74  | 1974 | Izhmash                                      |
| AK-101, AK-102 | 5,56 x 45 OTAN | 1995 | Izhmash                                      |
| AK-103, AK-104 | 7,62 x 39 M43  | 2001 | Izhmash                                      |
| AK-105         | 5,45 x 39 M74  | 2001 | Izhmash                                      |
| AK-12, AK-12K  | 5,45 x 39 M74  | 2011 | Corporació Kalashnikov, anteriorment Izhmash |
| AK-15, AK-15K  | 7,62 x 39 M43  | 2018 | Corporació Kalashnikov                       |

| Nombre  | País            | Cartucho       | Longitud (mm, culata desplegada/plegada) | Longitud del cañón (mm) | Peso (kg, descargado)     | Cadencia (disparos/minuto) | Alcance máximo (m) | Velocidad de salida (m/s) |
| ------- | --------------- | -------------- | ---------------------------------------- | ----------------------- | ------------------------- | -------------------------- | ------------------ | ------------------------- |
| AK      | Unión Soviética | 7,62 x 39 M43  | 870                                      | 415                     | 3,47                      | 600                        | 800                | 715                       |
| AKM     | Unión Soviética | 7,62 x 39 M43  | 880                                      | 415                     | 3,1                       | 600                        | 1.000              | 715                       |
| RPK(s)  | Unión Soviética | 7,62 x 39 M43  | 1.040/820                                | 590                     | 4,80/5,6                  | 600                        | 1.000              | 745                       |
| PK(M)   | Unión Soviética | 7,62 x 54 R    | 1.173                                    | 605                     | 9,0/7,5                   | 650                        | 1.500              | 825                       |
| AK-74   | Unión Soviética | 5,45 x 39 M74  | 943                                      | 415                     | 3,07                      | 600                        | 1.000              | 900                       |
| AKS-74  | Unión Soviética | 5,45 x 39 M74  | 933/690                                  | 415                     | 2,97                      | 600                        | 1.000              | 900                       |
| AK-74M  | Rusia           | 5,45 x 39 M74  | 943/705                                  | 415                     | 3,4                       | 650                        | 1.000              | 900                       |
| RPK-74  | Unión Soviética | 5,45 x 39 M74  | 1.060                                    | 590                     | 4,7                       | 600                        | 1.000              | 960                       |
| AKS-74U | Unión Soviética | 5,45 x 39 M74  | 730/490                                  | 206,5                   | 2,7                       | 700                        | 500                | 735                       |
| AK-101  | Rusia           | 5,56 x 45 OTAN | 943/700                                  | 415                     | 3,6                       | 600                        | 1.000              | 910                       |
| AK-102  | Rusia           | 5,56 x 45 OTAN | 824/586                                  | 314                     | 3,0                       | 600                        | 500                | 850                       |
| AK-103  | Rusia           | 7,62 x 39 M43  | 943/705                                  | 415                     | 3,4                       | 600                        | 1.000              | 715                       |
| AK-104  | Rusia           | 7,62 x 39 M43  | 824/586                                  | 314                     | 3,0                       | 600                        | 500                | 670                       |
| AK-105  | Rusia           | 5,45 x 39 M74  | 824/586                                  | 314                     | 3,2                       | 600                        | 500                | 840                       |
| AK-107  | Rusia           | 5,45 x 39 M74  | 943/700                                  | 415                     | 3,8                       | 850                        | 1.000              | 900                       |
| AK-108  | Rusia           | 5,56 x 45 OTAN | 943/700                                  | 415                     | 3,8                       | 900                        | 1.000              | 910                       |
| AK-109  | Rusia           | 7,62 x 39 M43  | 943/700                                  | 415                     | 3,8                       | 900                        | 1.000              | 750                       |
| AK-9    | Rusia           | 9 x 39         | 705/465                                  | 200                     | 3,1/3,8 (con silenciador) | 600                        | 400                | 290 (СП-5) / 305 (СП-6)   |
| AK-12   | Rusia           | 5,45 x 39 M74  | 940/730                                  | 415                     | 3,3                       | 700                        | 1.000              | 900                       |
| AK-15   | Rusia           | 7,62 x 39 M43  | 862/922                                  | 415                     | 3,5                       | 700                        | 1.000              | 715                       |
| AK-19   | Rusia           | 7,62 x 39 M43  | 862/922                                  | 415                     | 3,5                       | 700                        | 1.000              | 715                       |

## Variants

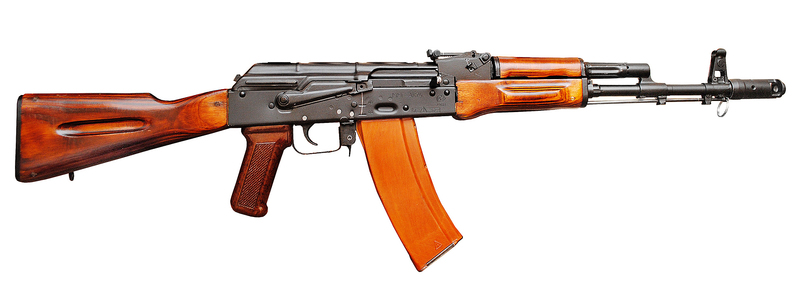
Un AK-74 fabricat per Izhmash, Rússia.

Variants originals de AK (7,62 x 39)
- Edició de 1948/49 - Els models més antics, amb el calaix de mecanismes tipus 1 fet de xapa d'acer estampada, ara són molt escassos.
- Edició de 1951 - Tipus 2: té un calaix de mecanismes fresat. La recambra i l'ànima del canó estan cromades per resistir la corrosió.
- Edició de 1954/55 - Tipus 3: Variant alleugerida del calaix de mecanismes fresat. El pes del fusell és 3.47 quilograms (7.7 lb) .[3]
- AKS: presenta una culata plegable de metall que es plega cap avall similar a la del MP40 alemany, per emprar-se a l'espai restringit del vehicle de combat d'infanteria BMP, així com per paracaigudistes.
- AKN (AKSN) - Amb guia per poder muntar una mira telescòpica nocturna.[4]

Modernitzat (7,62 x 39)

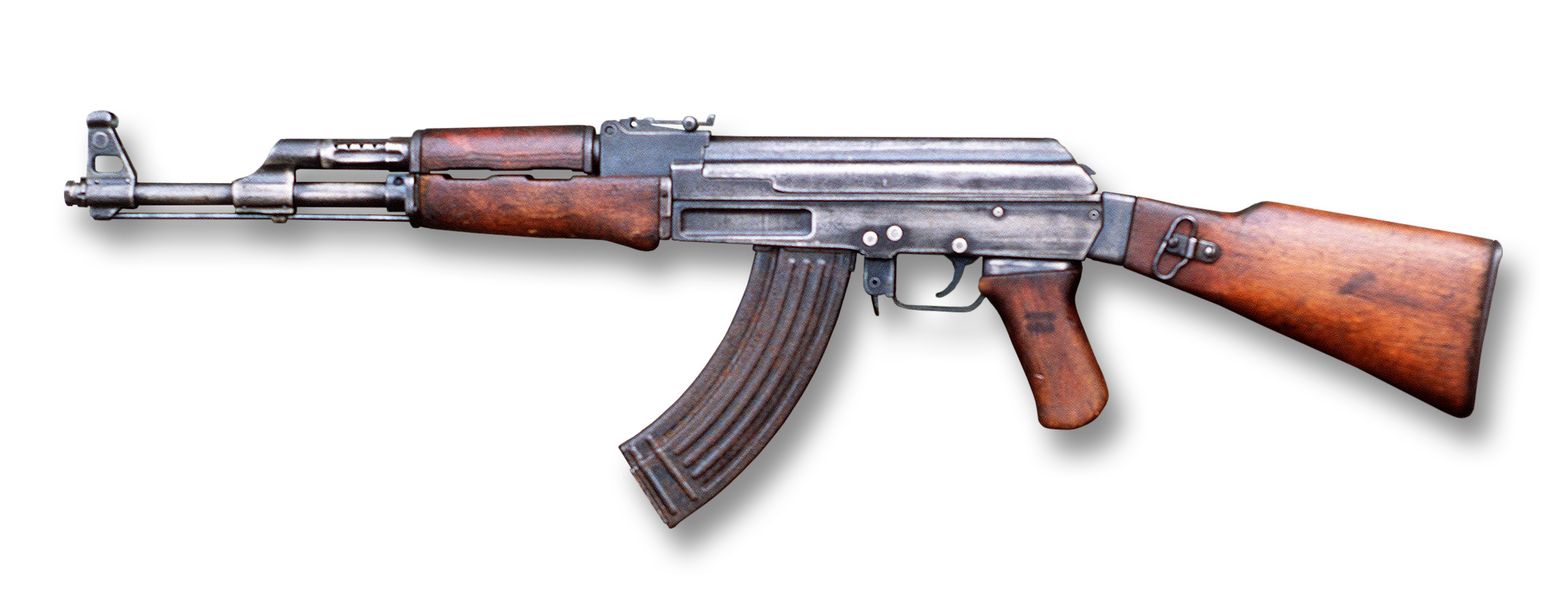
Fusell d'assalt soviètic AK-47 de 7,62 mm (edició de 1951), variant del primer model que compta amb un calaix de mecanismes fresat.

- AKM : una versió simplificada i més lleugera de l'AK-47; El calaix de mecanismes Tipus 4 està fet de xapa d'acer estampada i reblada. Se li va afegir un fre de boca inclinat per contrarestar l'elevació en disparar de manera automàtica. El pes del fusell és 2.93 quilograms (6.5 lb)[5][6] a causa del calaix de mecanismes més lleuger. Aquesta és la variant més ubiqua de l'AK-47.
  - AKMS : versió de l'AKM amb culata plegable, destinada a les tropes aerotransportades.
  - AKMN (AKMSN) - Amb guia per muntar una mira telescòpica nocturna.
  - AKML (AKMSL) - Amb apaga-flames ranurat i guia per muntar una mira telescòpica nocturna.[7]
- RPK - Versió metralladora lleugera, amb canó més llarg i bípode . Les seves variants – RPKS, RPKN (RPKSN), RPKL (RPKSL) – imiten a l'AKM. Les variants “S” tenen una culata de fusta plegable lateral.

Variants de baixa reculada (5,45 x 39)
- AK-74 - Fusell d´assalt.

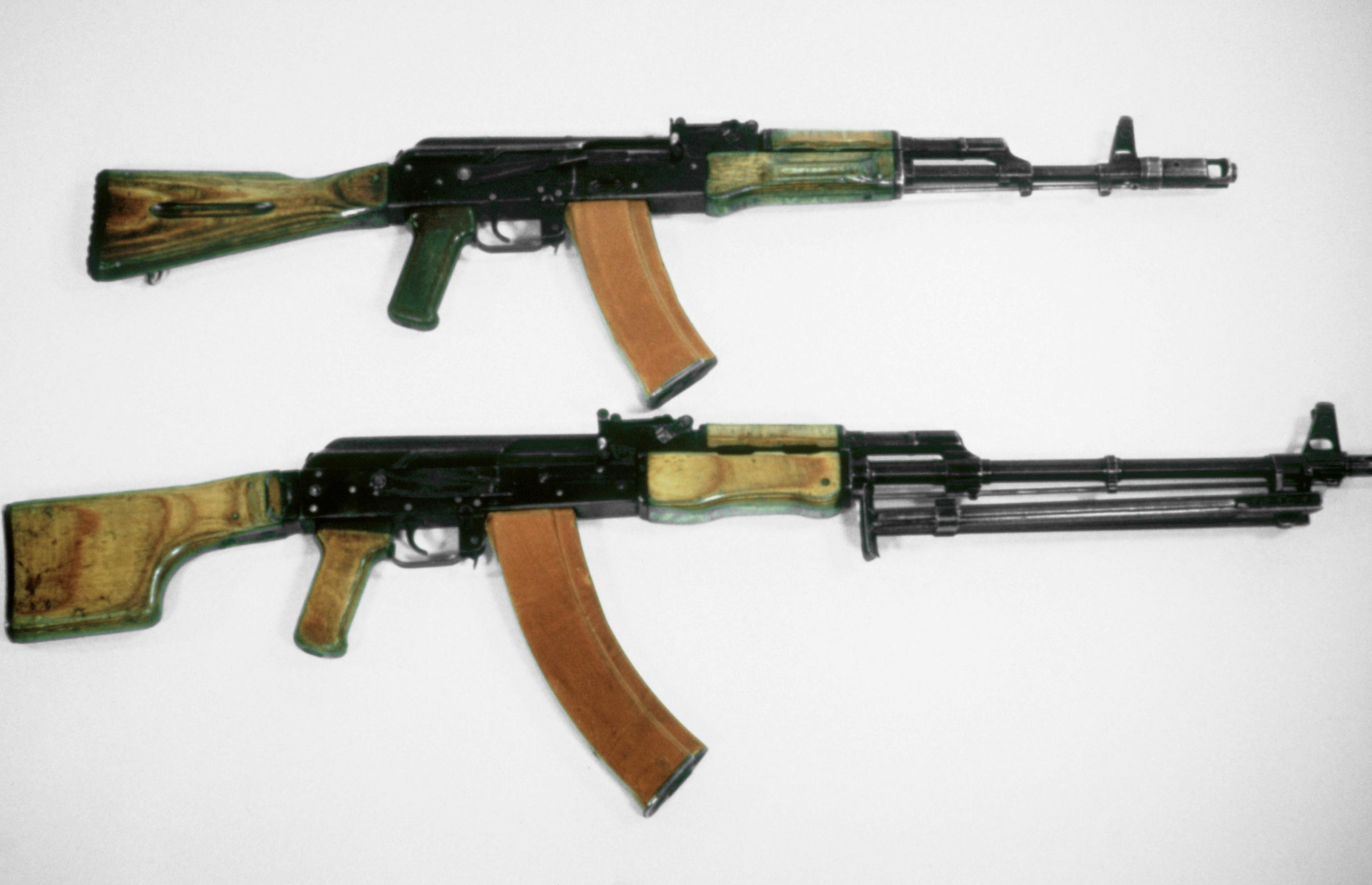
Un AK-74 (a dalt) i una RPK-74 (a baix).

  - AKS-74 - Culata plegable lateral.
  - AK-74N (AKS-74N) - Amb guia per muntar una mira telescòpica nocturna.
- AKS-74U (Krinkov) - Carabina compacta.
  - AKS-74UN - Amb guia per muntar una mira telescòpica nocturna.
- RPK-74 - Metralladora lleugera.
  - RPKS-74 - Culata plegable lateral.
  - RPK-74N (RPKS-74N) - Amb guia per muntar una mira telescòpica nocturna

La sèrie 100

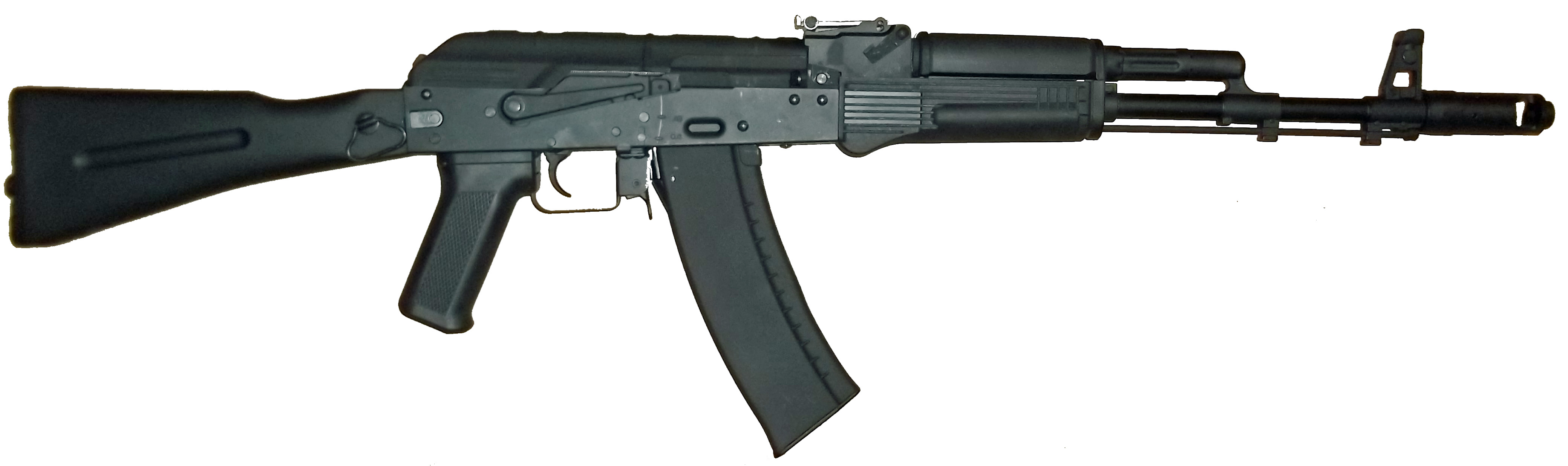
Un AK-74M.

5,45 x 39 / 5,56 x 45 OTAN / 7,62 x 39
- AK-74M / AK-101 / AK-103 - AK-74 modernitzat. Amb guia per muntar una mira telescòpica nocturna i culata plegable lateral.
- AK-105 / AK-102 / AK-104 - Carabina.
- AK-107 / AK-108 / AK-109 - Models d'entrada equilibrada.
- RPK-74M / RPK-201 / RPKM (AKA RPK-203) - Metralladores lleugeres.
- AK-9 - fusell d'assalt compacte de 9 mm, generalment equipat amb un silenciador.

La sèrie AK-12
5,45 x 39 / 7,62 x 39
- AK-12 / AK-15: un nou derivat de la família AK, basat en el prototip AK-400. Acceptat com a fusell estàndard al gener de 2018.
- AK-12K / AK-15K - Carabina.
- RPK-16 - Metralladora lleugera, basada en l'AK-12.

## Fusells similars
Els següents fusells es basen en el disseny de Kalashnikov o tenen un disseny diferent, però són superficialment semblants en aparença:
- FARA 83 (Argentina)
- BD-08 (Bangla Desh)
- AR-M1 (Bulgària)
- Tipus 56, Tipus 81 (Xina)
- Vz. 58 (Txecoslovàquia)
- RK 62 (també anomenat Valmet M76, Rk 62 76 o M62/76), Valmet M78 (metralladora lleugera), RK 95 TP (Finlàndia)
- AK-63, AMD-65 (Hongria)
- Rifle INSAS (Índia)
- IMI Galil, IWI ACE (Israel)
- Bernardelli VB-STD/ VB-SR (Itàlia)
- FB Beryl, FB Tantal (Polònia)
- Pistola Mitralieră model 1963/1965 (Romania)
- Zastava M70 (Sèrbia, Iugoslàvia)
- Zastava M21 (Sèrbia)
- Vektor R4, Truvelo Raptor (Sud-àfrica)
- MPi-KM (Alemanya de l'Est)
- MPi-KMS-72 (Alemanya de l'Est)